# Zéphyrin Toé
Zéphyrin Toé (* 30. Dezember 1928 in Toma, Burkina Faso; † 25. November 2013 in Albacete, Spanien) war ein burkinischer Geistlicher und römisch-katholischer Bischof von Dédougou.

## Leben
Zéphyrin Toé empfing am 6. April 1958 die Priesterweihe für das Bistum Nouna.
Papst Paul VI. ernannte ihn am 5. Juli 1973 zum Bischof von Nouna-Dédougou. Der Erzbischof von Ouagadougou Paul Kardinal Zoungrana MAfr spendete ihm am 25. November desselben Jahres die Bischofsweihe; Mitkonsekratoren waren Jean-Marie Lesourd MAfr, emeritierter Bischof von Nouna, und Eugène Abissa Kwaku, Bischof von Abengourou.
Am 14. April 2000 wurde er durch Papst Johannes Paul II. mit der Ausgliederung des Bistums Dédougou zu dessen erstem Diözesanbischof ernannt. Am 4. Juni 2005 nahm Papst Benedikt XVI. sein altersbedingtes Rücktrittsgesuch an.
Er starb im Priesterhaus im spanischen Albacete; das Bistum Albacete und das Bistum Dédougou sind partnerschaftlich verbunden.